# Воробьёв, Константин Александрович
Константин Александрович Воробьёв (21 мая (3 июня) 1899 года, Москва — 14 июня 1988 года, Москва) — русский орнитолог, фаунист, зоогеограф, доктор биологических наук, Заслуженный деятель науки Якутской АССР. Принадлежал к школе российских зоологов, поставивших перед собой целью наиболее полно описать фауну России и Советского Союза. Особенностью его работ был широчайший географический охват: от Подмосковья до Тихого океана, от Тянь-Шаня до Северного Ледовитого океана.

## Биография
К. А. Воробьев родился в семье состоятельного московского строительного подрядчика Александра Васильевича Воробьева (1872—1941). Его жена Мария Козьминична (1876—1958) происходила из рода Тимофеевых. Это были две успешные купеческие семьи, переселившиеся в Москву в середине XIX века из Калужской губернии. В семье А. В. Воробьева, помимо Константина, было ещё два сына и дочь.

### Образование
Константин Воробьев учился в Коммерческом училище цесаревича Алексея (в настоящее время это — Российская экономическая академия им. Г. В. Плеханова). С юности его главным увлечением были птицы. В 1919 году поступил, а в 1925 году окончил естественное отделение Физико-математического факультета Московского университета. Учился у таких выдающихся зоологов, как М. А. Мензбир, С. А. Бутурлин, Г. А. Кожевников, А. Н. Северцов, Б. М. Житков. Однако его непосредственным учителем был крупный зоолог С. И. Огнёв.
Ещё студентом, в 1920 году, по предложению Кожевникова вместе с В. Г. Гептнером он коллектировал птиц для Зоологического музея МГУ на территории Московской губернии. В 1921—1922 участвовал в исследованиях под руководством С. И. Огнёва в Воронежской губернии, а в 1923 году — на Кавказе (вместе с В. Г. Гептнером, Л. Б. Бёме, Н. В. Шибановым). С этого времени вся его творческая жизнь прошла в путешествиях: всего на его счету 37 экспедиций.

### Научная деятельность
В 1925 году закончил МГУ и отправился в экспедицию в Костромскую губернию. В 1927—1931 работал старшим научным сотрудником (с.н.с.) в Астраханском заповеднике, исследовал дельту Волги, прикаспийские степи и пустыню. В 1932—1935 стал зоологом Амурской экспедиции, исследовал Уссурийскую тайгу, а также крупнейший региональный биогеографический узел: район реликтового озера Эворон, через который пролегает одна из трех главных ветвей сезонных миграционных потоков птиц, обитающих летом на огромных пространствах Северо-Восточной Азии, а зимой — в странах Юго-Восточной Азии. С 1935 год по 1940 год был директором Всесоюзного орнитологического государственного заповедника Гасан-Кули, созданного в 1932 году в прикаспийской части Туркмении. Этот район обладает редким сочетанием благоприятных условий для птичьих зимовок.
С 1940 года обрабатывал собранный материал в Зоологическом музее МГУ, в 1943 году написал и защитил кандидатскую диссертацию.
В 1944 году провел ещё одну экспедицию на Кавказ (совместно с С. С. Туровым). С конца 1944 года стал с.н.с. в Дальневосточном филиале АН СССР. В это время исследовал Уссурийский край от корейской границы на юге до верховий Амура, а также горный массив Сихотэ-Алинь. С 1950 года работал в Приволжско-Дубненском заповеднике, был начальником Центрального бюро кольцевания Главного управления по заповедникам города Москвы, а в 1952 г. был назначен с.н.с. и ученым секретарём Биостанции «Борок» АН СССР в Ярославской области (сегодня это Институт биологии внутренних вод им. И.Д. Папанина РАН).
В 1955 году защитил докторскую диссертацию «Орнитологическая фауна Уссурийского края и её зоогеографический анализ».
С 1955 по 1963 год будучи с.н.с. Якутского филиала АН СССР, исследовал огромную территорию от Алданского нагорья на юге до Северного Ледовитого океана. В 1965—1966 провёл летние работы на Тянь-Шане, сначала на Гиссарском хребте, потом в Заилийском Алатау. Заслуженный деятель науки ЯАССР (1964).
Вышел на пенсию в 1965 году и проживал в Москве, работал с орнитологическими коллекциями Зоологического музея, публиковал научные и популярные статьи. Его личная богатая коллекция птиц и кладок поступила в Зоологический музей в 1970-е годы, а научная библиотека передана в 2004 году.
Подпись К. А. Воробьёва стоит под известным «письмом трёхсот», которое было направлено в ЦК КПСС в 1955 году ведущими биологами, математиками, физиками и химиками, возражавшими против «лысенковщины» и выступившими в защиту практически разгромленной советской биологической науки.

## Семья
- Жена — Ирина Михайловна Воробьева (урождённая Саулит, 1922—2020)[источник не указан 1310 дней].
  - Дочь — Ольга Константиновна Воробьева (род. 1949)[источник не указан 1310 дней]
- Брат — Василий Александрович Воробьев (1898—1984), доктор тех. наук, профессор и зав. кафедрой в Мос. инж.-строительном ин-те (МИСИ), заслуж. деятель науки[источник не указан 1310 дней].
- Брат — Александр Александрович Воробьев (1902—1985), коммерческий директор на одной из подмосковных фабрик местной промышленности[источник не указан 1310 дней].
- Сестра —  Анна Александровна Воробьева (1900—1990), химик, кандидат технических наук, сотрудник Центрального НИИ кожевенно-обувной промышленности[источник не указан 1310 дней].

## Публикации
Перу К. А. Воробьева принадлежат классические монографии «Птицы Уссурийского края» (1954), перевод которой в 1966 году был издан в Японии, а также «Птицы Якутии» (1963) — полная сводка орнитофауны региона. Им также была написана популярная книга «Записки орнитолога», выдержавшая два издания (1973, 1978), об экспедициях и встречах со знаменитыми орнитологами старшего поколения. Константин Александрович Воробьёв является также автором более 100 научных статей.
- Воробьев К. А. Птицы Уссурийского края / АН СССР. Дальневост. филиал. — М.: Изд-во АН СССР, 1954. — 360, [42] с.
- Воробьев К. А. Птицы Якутии / АН СССР. Сиб. отд-ние. Якут. филиал. — М.: Изд-во АН СССР, 1963. — 336, [52] с.
- Воробьев К. А. Записки орнитолога / Послесл. проф. В. Г. Гептнера. — М.: Наука, 1973. — 177, [40] с. — (Научно-популярная серия АН СССР).
- Воробьев К. А. Записки орнитолога / Послесл. проф. В. Г. Гептнера. — 2-е изд., доп. — М.: Наука, 1978. — 256, [4] с. — (Научно-популярная серия АН СССР). — 50 000 экз.